# Universidad Federal de Amapá
La Universidad Federal de Amapá (UNIFAP) es una institución pública de educación superior ubicada en el estado de Amapá. Su sede está en Macapá, con campus en Santana, Laranjal do Jari, Oiapoque y Mazagão, además de un campus en construcción en Tartarugalzinho.

## Historia
La estructura precursora de la Universidad surgió con la creación en 1970 del "Nucleo de Educação em Macapá" (NEM), vinculado a la Universidad de Pará (actualmente UFPA). En la NEM se ofertaron alrededor de 500 vacantes docentes de corta duración, con el fin de revertir el retraso del personal en este sentido en la región del Territorio Federal de Amapá, y formar una plantilla permanente y calificada. 
Con la inminente elevación del Amapá a una unidad federativa plena, se empezó a discutir seriamente la necesidad de construir una universidad autónoma en la región. Esta propuesta culminó con la redacción de la Ley Federal N ° 7.530, de 29 de agosto de 1986, que creó la UNIFAP, entrando en vigencia mediante el Decreto N ° 98997, de 2 de marzo de 1990, publicado en la Gaceta Oficial N ° 43, de 5 de marzo de 1990. La NEM permaneció en funcionamiento hasta 1992, cuando sus estructuras se reutilizaron para formar la UNIFAP.